# Поройна
Поройна (рум. Poroina) — село у повіті Мехедінць в Румунії. Входить до складу комуни Шиміан.
Село розташоване на відстані 263 км на захід від Бухареста, 9 км на схід від Дробета-Турну-Северина, 88 км на захід від Крайови.

## Населення
За даними перепису населення 2002 року у селі проживали 270 осіб, з них 269 осіб (99,6%) румунів. Рідною мовою 269 осіб (99,6%) назвали румунську.